# Microsoft Office 2007
Microsoft Office 2007 este a 12-a versiune a suitei de programe destinate biroticii produsă de către Microsoft și lansată pe 30 ianuarie 2007.

## SP1
Microsoft Office 2007 Service Pack 1 a fost lansat în 11 decembrie 2007 și include peste 455 de îmbunătățiri.

## SP2
Microsoft Office 2007 Service Pack 2 a fost lansat în 28 aprilie 2009,include conform Microsoft peste 600 de îmbunătățiri.Cele mai importante noutăți sunt suportul pentru tipurile de fișiere Adobe PDF, Open XML și ODF (Open Document Format).

## Ediții
- Basic
- Home and Student
- Standard
- Small Business
- Professional
- Professional Plus
- Enterprise
- Ultimate

## Cerințe de sistem
- 256 MB RAM
- Procesor: 500 Mhz
- 2 GB spațiu
- Windows XP SP2, Vista sau 7